# 基爾島
基爾島（英語：Keel Island）是南極洲的島嶼，位於肯普地，處於福爾德島以南2公里的史蒂芬森灣東部，根據挪威探險隊拍攝的空中照片繪入地圖，現時由南極條約體系管理。